# Appretur
Appretur (fr. apprêter 'gøre i stand, ordne') er mekanisk og/eller kemisk efterbehandling især af tekstilvarer for at give dem bedre egenskaber til bestemte formål, for eksempel stivhed og glans. Man taler også om at appretere for eksempel papir og læder. Kunstlæder er ofte en stærkt appreteret tekstilvare.